# Landgericht Mainburg
Das Landgericht Mainburg war ein bayerisches „Landgericht älterer Ordnung“ mit Sitz in Mainburg, das erst 1857 gebildet wurde.

## Geschichte
Der damalige Markt Mainburg war vor 1800 Sitz eines Pfleggerichts (auch als Landgericht bezeichnet) und gehörte zum Rentamt München des Kurfürstentums Bayern. 
Am 1. Oktober 1857 wurde aus 17 Gemeinden des Landgerichts Abensberg, 15 Gemeinden des Landgerichts Moosburg und vier Gemeinden des Landgerichts Pfaffenhofen a.d.Ilm das Landgericht Mainburg als „Landgericht älterer Ordnung“ gebildet. Am 1. Juli 1862, mit der Trennung der administrativen und juristischen Aufgaben in Bayern, wurde es Teil des Bezirksamtes Rottenburg an der Laaber. Die verbleibende Rechtspflegeeinrichtung in Mainburg behielt zunächst die Bezeichnung Landgericht. Als Eingangsinstanz der niederen Gerichtsbarkeit wurden die bisherigen Landgerichte 1879 durch das Gerichtsverfassungsgesetz reichseinheitlich in Amtsgericht umbenannt. Das Amtsgericht Mainburg bestand bis 1973.
Im Jahr 1901 wurde aus dem Gebiet des ehemaligen Landgerichts Mainburg durch Ausgliederung aus dem Bezirksamt Rottenburg an der Laaber ein Bezirksamt, der spätere Landkreis Mainburg, der am 1. Juli 1972 im Zuge der Gebietsreform in Bayern aufgelöst wurde.